# Trenton (Carolina del Sur)
Trenton es un pueblo ubicado en el Condado de Edgefield en el estado estadounidense de Carolina del Sur. El pueblo en el año 2000 tiene una población de 226 habitantes en una superficie de 3.4 km², con una densidad poblacional de 359.3 personas por km². 

## Geografía
Trenton se encuentra ubicado en las coordenadas 33°44′23″N 81°50′25″O / 33.73972, -81.84028. Según la Oficina del Censo, el pueblo tiene un área total de 3,4 km² (1,3 mi²), de la cual 3,4 km² (1,3 mi²) es tierra y 0 km² (0 mi²) (0.76%) es agua.

### Localidades adyacentes
El siguiente diagrama muestra a las localidades en un radio de 20 kilómetros (12,4 mi) de Trenton.

## Demografía
En el 2000 la renta per cápita promedia del hogar era de $26.250, y el ingreso promedio para una familia era de $41.667. El ingreso per cápita para la localidad era de $17.352. En 2000 los hombres tenían un ingreso per cápita de $31.875 contra $29.583 para las mujeres. Alrededor del 27.1% de la población estaba bajo el umbral de pobreza nacional. 